# Thier
Thier ist ein Ortsteil und eines der sieben Kirchdörfer von Wipperfürth im Oberbergischen Kreis im Regierungsbezirk Köln in Nordrhein-Westfalen (Deutschland).

## Lage und Beschreibung
Nachbarorte sind Ahe, Abstoß, Baumhof, Niederflosbach, Ballsiefen und Kohlgrube.
Die Kürtener Sülz fließt nordwestlich vom Ort. Der Floßbach fließt südlich und mündet später in die Kürtener Sülz.
Im Jahr 2013 wurde Thier zum Bundessieger mit Gold des Wettbewerbs Unser Dorf hat Zukunft gekürt.

## Orte des Ortsteils Thier
Abshof – Abstoß – Ahe – Alfen – Ballsiefen – Baumhof – Bergesbirken – Berghausen – Büchel – Drecke – Fürden – Heid – Hermesberg – Hof – Hollinden – Jörgensmühle – Klespe – Kohlgrube – Langensiefen – Neuenhaus – Niederbenningrath – Niederflosbach – Oberbenningrath – Oberflosbach – Ommerborn – Raffelsiefen – Unterthier – Wüstenhof

## Geschichte

### Erstnennung
1443 wurde der Ort das erste Mal urkundlich erwähnt: "Einkünfte und Rechte des Kölner Apostelstiftes." Die Schreibweise der Erstnennung war Tyre. 1794 versuchten Eingesessene von Thier Teile der Pfarre Lindlar, vor allem die heute zur Pfarre Süng gehörigen Höfe Buchholz, Roderwiese und Oberbüschem, nach Thier hinüberzuziehen, um dadurch Thier zur Pfarre zu erheben. Dies scheiterte jedoch, da ihnen diese "beunruhigung und aufwiegelung" landesherrlich nach einer Beschwerde des Pfarrers von Lindlar verboten wurde.

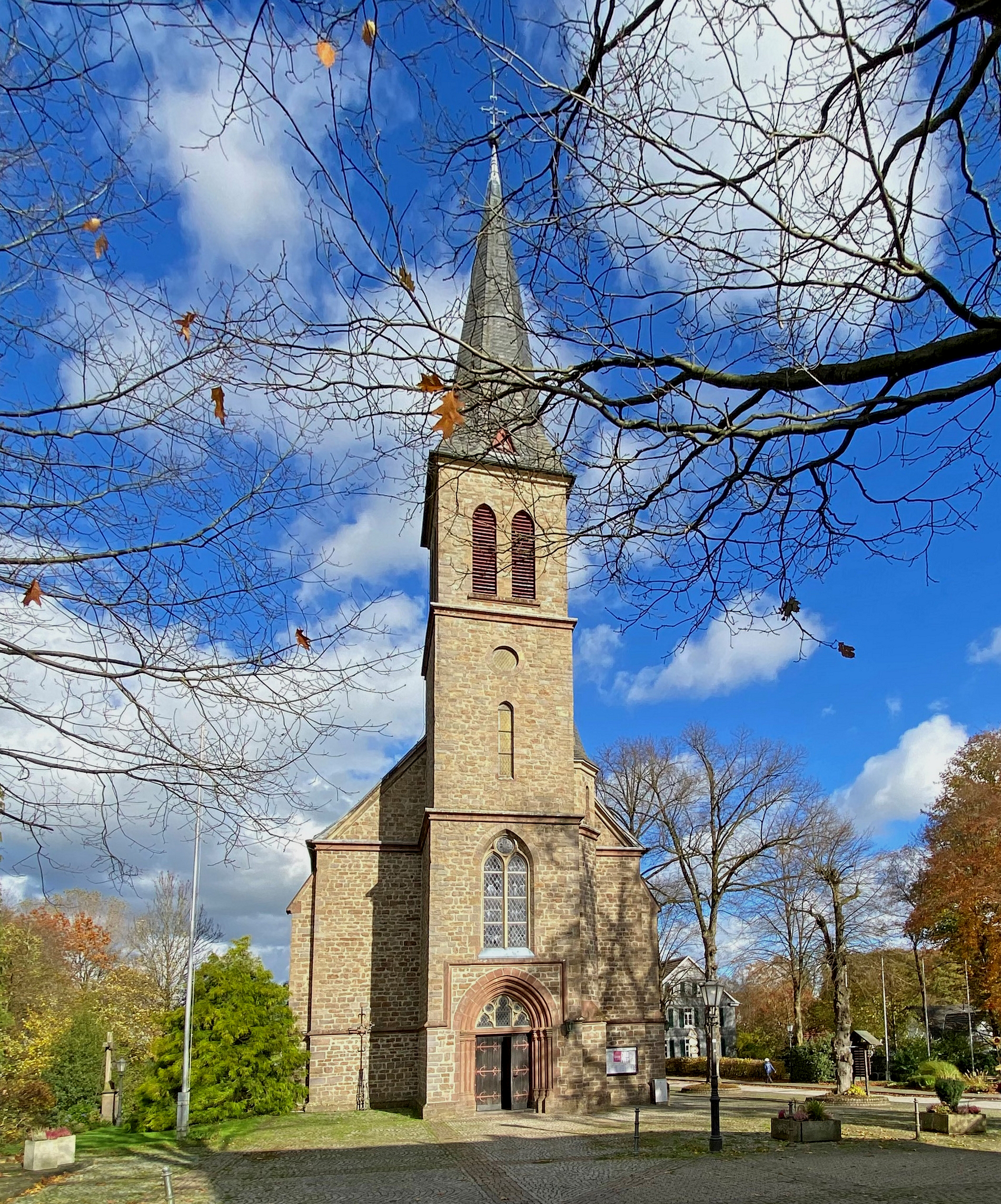
Katholische Pfarrkirche St. Anna in Thier

### Kirche St. Anna
In einer Stiftungsurkunde des Jahres 1686 wird ein "Thierer Kirchlein" unter der Bezeichnung "heyligen häußgen" in einer Talsenke in Unterthier erwähnt. Diese Gebetsstätte wurde später wegen der häufigen Überschwemmungen auf den heute so genannten Kapellenberg verlegt, aus ihr entstand im Jahre 1750 die erste große Kapelle.
Im November 1892 beschloss der Kirchenvorstand einen Kirchenneubau in Thier und beauftragte den Düsseldorfer Architekten Wilhelm Sültenfuß mit dem Entwurf der Baupläne. Die Grundsteinlegung erfolgte am 21. Oktober 1895, zwei Jahre später konnte die Gemeinde von Thier ihren ersten Gottesdienst im neuen Gotteshaus feiern. Die alte Kirche wurde im Dezember 1898 niedergelegt. Das Geläut besteht aus drei Glocken der Gießerei Petit & Gebr. Edelbrock in Gescher. Nördlich der Kirche befindet sich ein alter Friedhof, vornehmlich mit Gräbern aus dem 19. Jahrhundert. Auf dem Vorplatz steht ein Kriegerdenkmal, errichtet von Josef Iven im Jahre 1951–52.

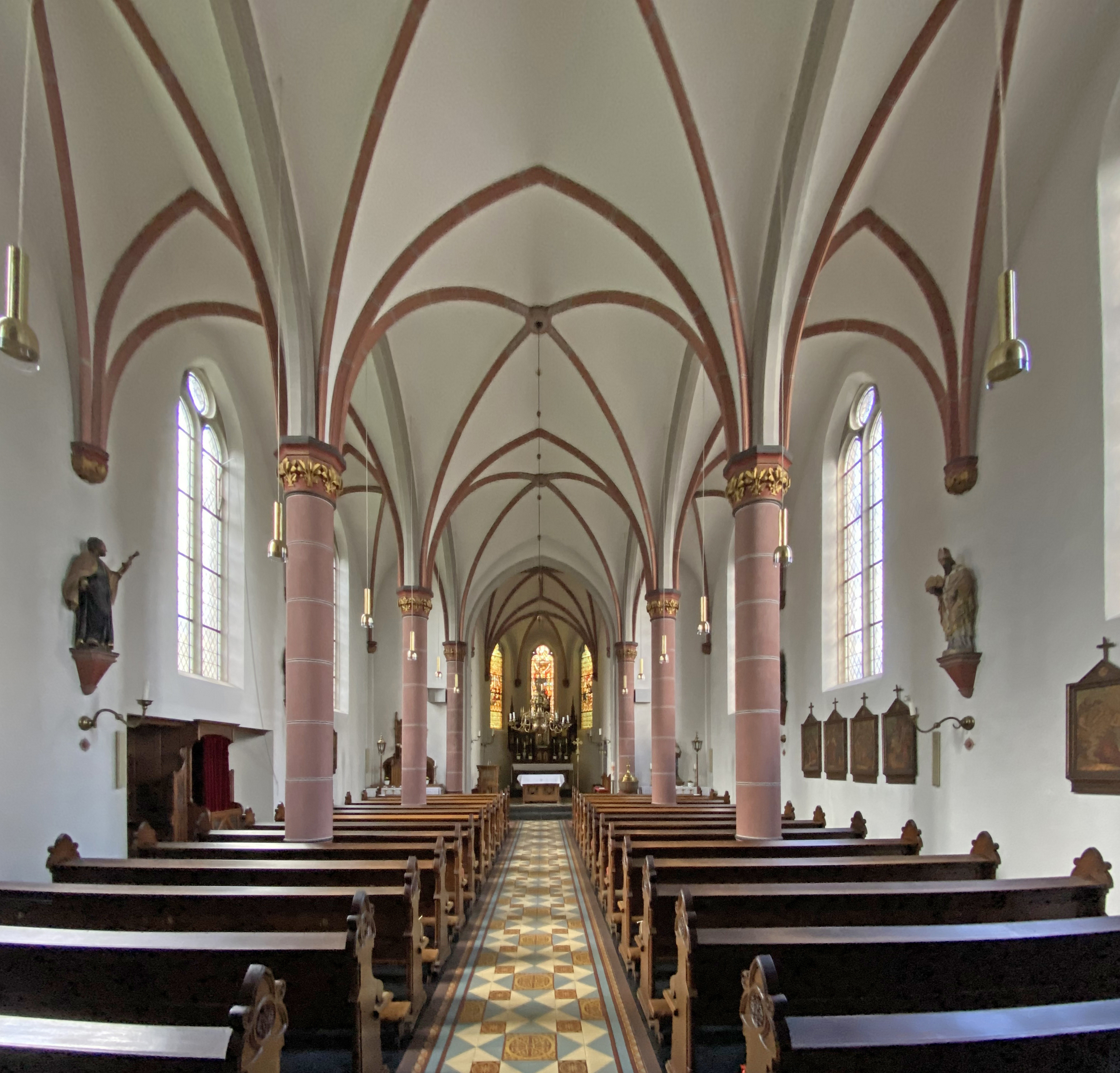
Kirchenschiff St. Anna
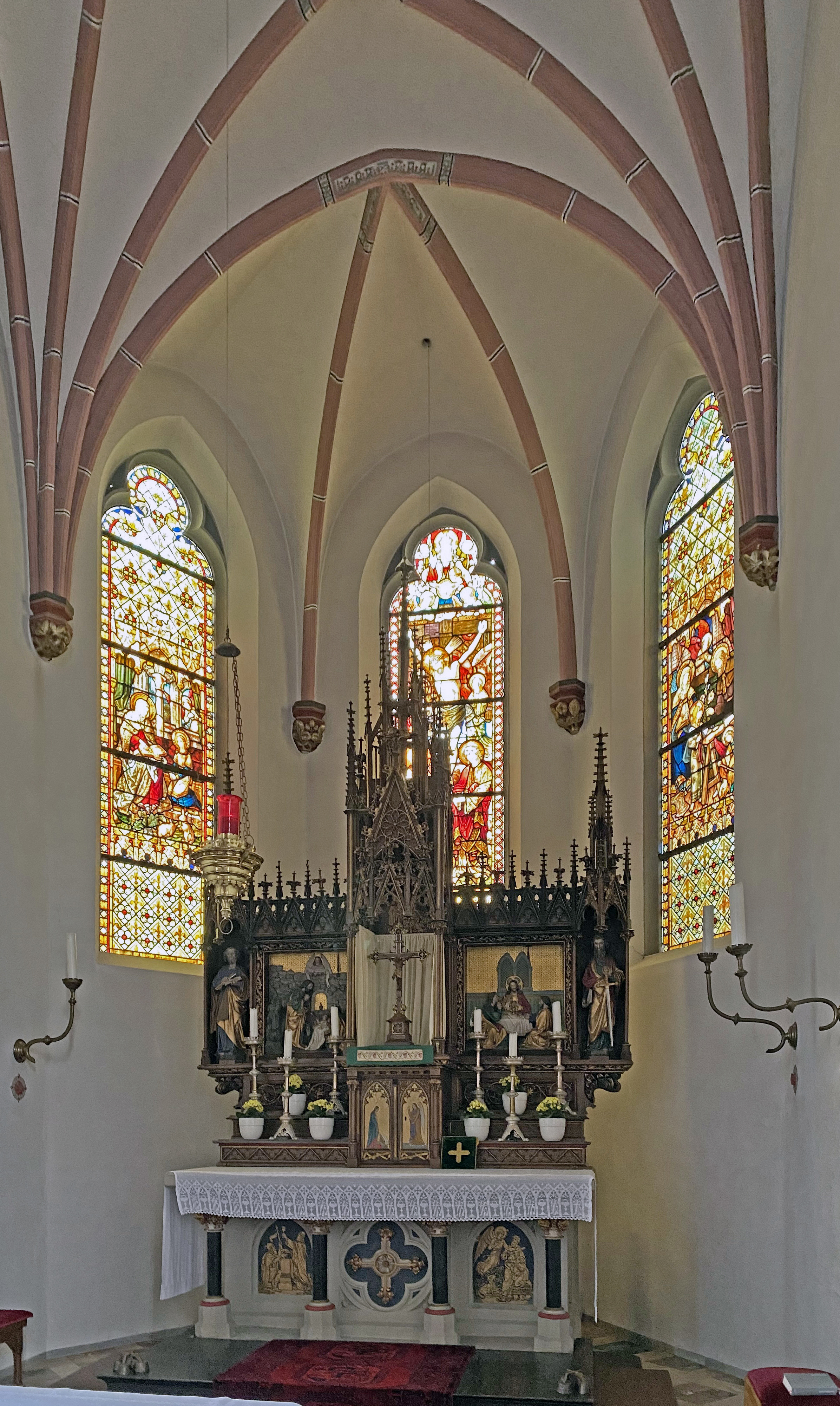
Altar St. Anna
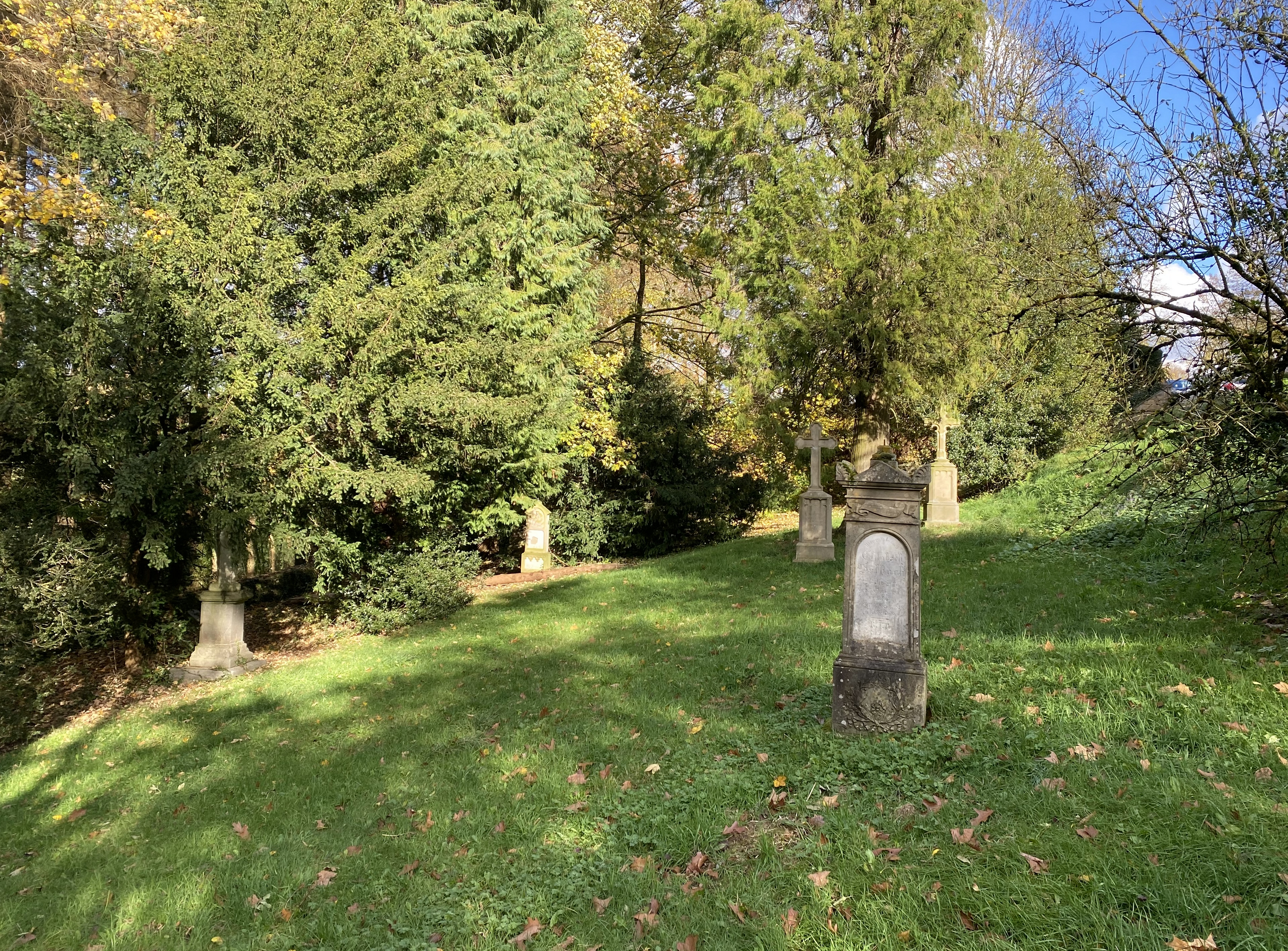
Alter Friedhof bei St. Anna
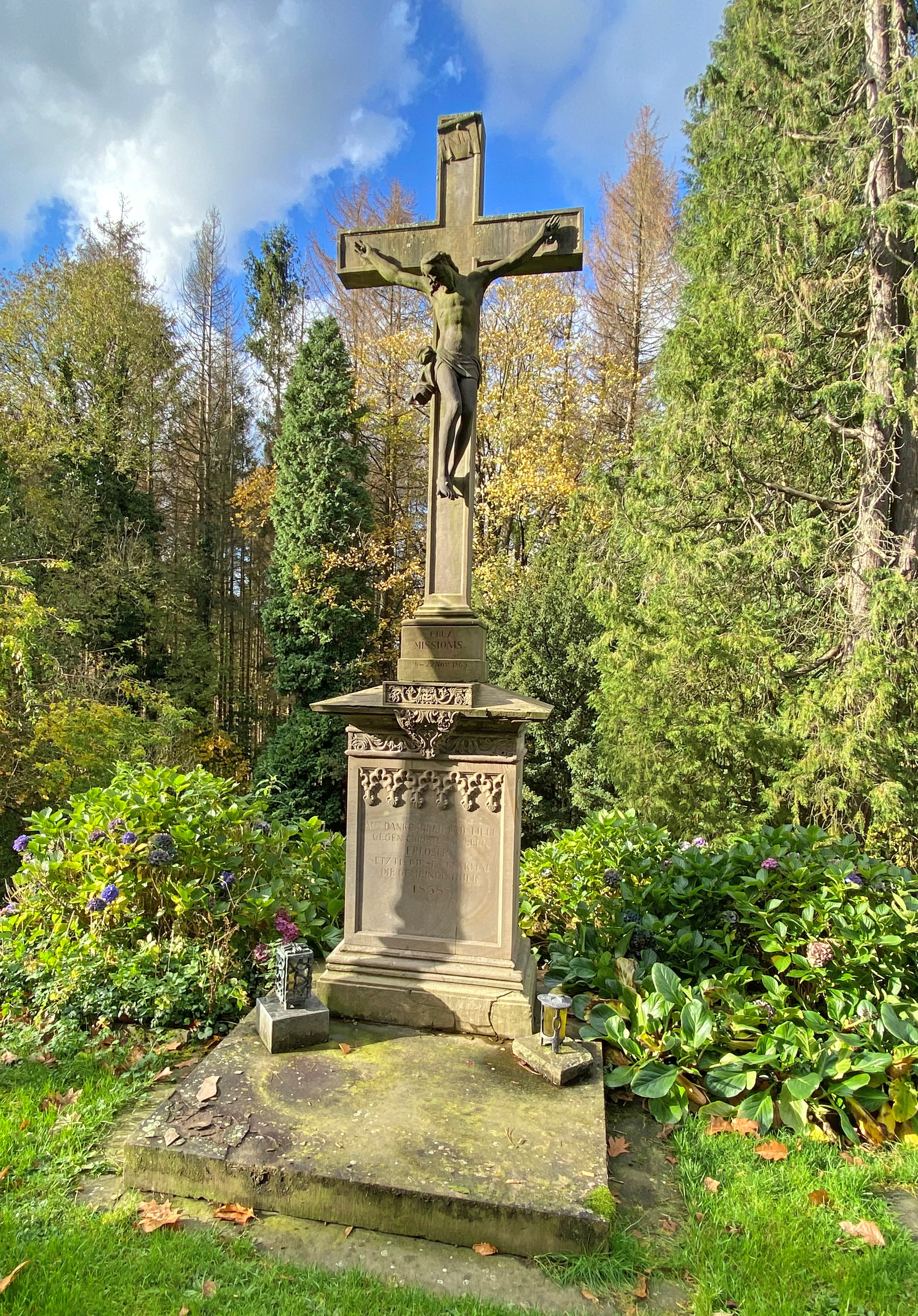
Alter Friedhof bei St. Anna

## Freizeit

### Vereinswesen
In den vielen Vereinen, darunter
- Sportverein Thier
- Blasorchester MV Thier 1900 e. V.
- Kirchenchor St. Anna Thier
- Bürgerverein Thier e. V.
- St. Sebastianus Schützenbruderschaft Thier 1921 e. V.

tragen die meisten Bürger von Thier und Umgebung in irgendeiner Weise aktiv zum Dorfleben bei. So verschönern Musikverein und Kirchenchor viele Veranstaltungen in Thier und Umgebung mit ihrem musikalischen Beitrag. Der Sportverein bietet mit Fußballplatz und Sporthalle viele Sportarten an. Die Schützen veranstalten in ihrem selbst erbauten Schießstand mit 6 Luft- und 3 Kleinkaliberständen häufig Wettkämpfe.
Durch die vielen Aktivitäten in Vereinen, aber auch durch die liebevolle Gestaltung der Gärten an der Dorfstraße konnten die Bewohner von Thier die Jury von Unser Dorf hat Zukunft so begeistern, dass das Dorf auf Landesebene den Titel Golddorf erhielt.

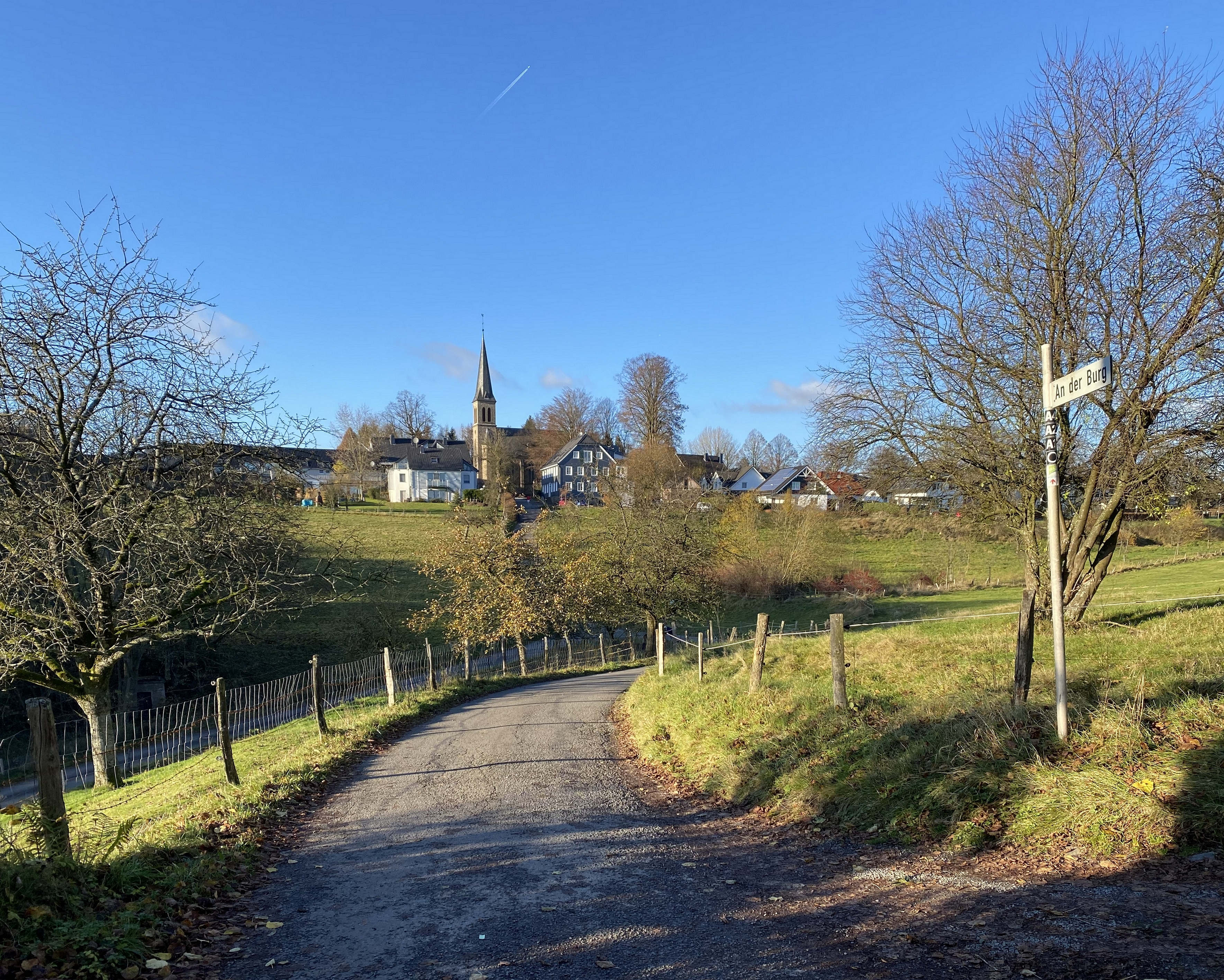
Weg von Niederflosbach nach Thier
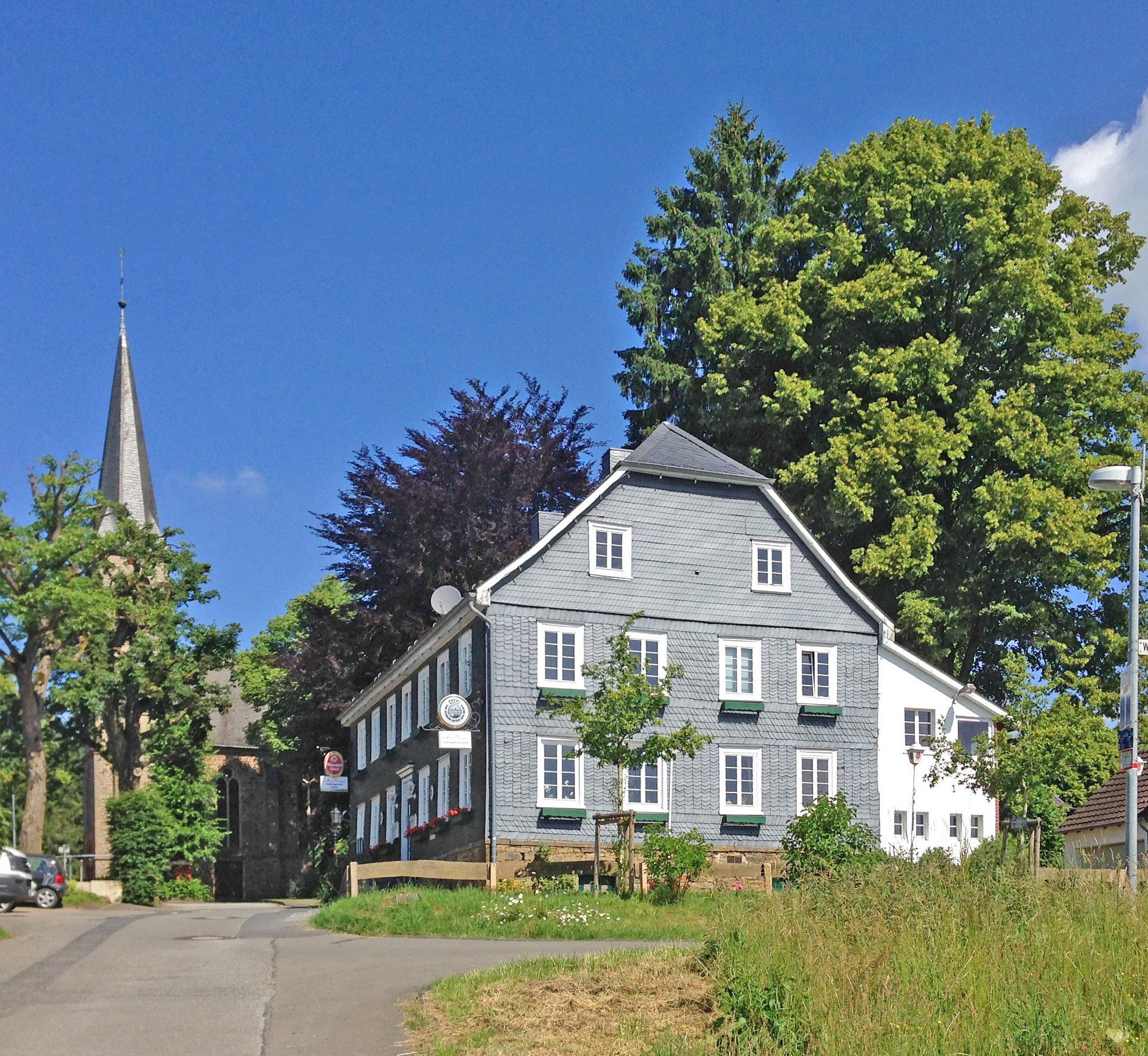
Haus Berger (1875)
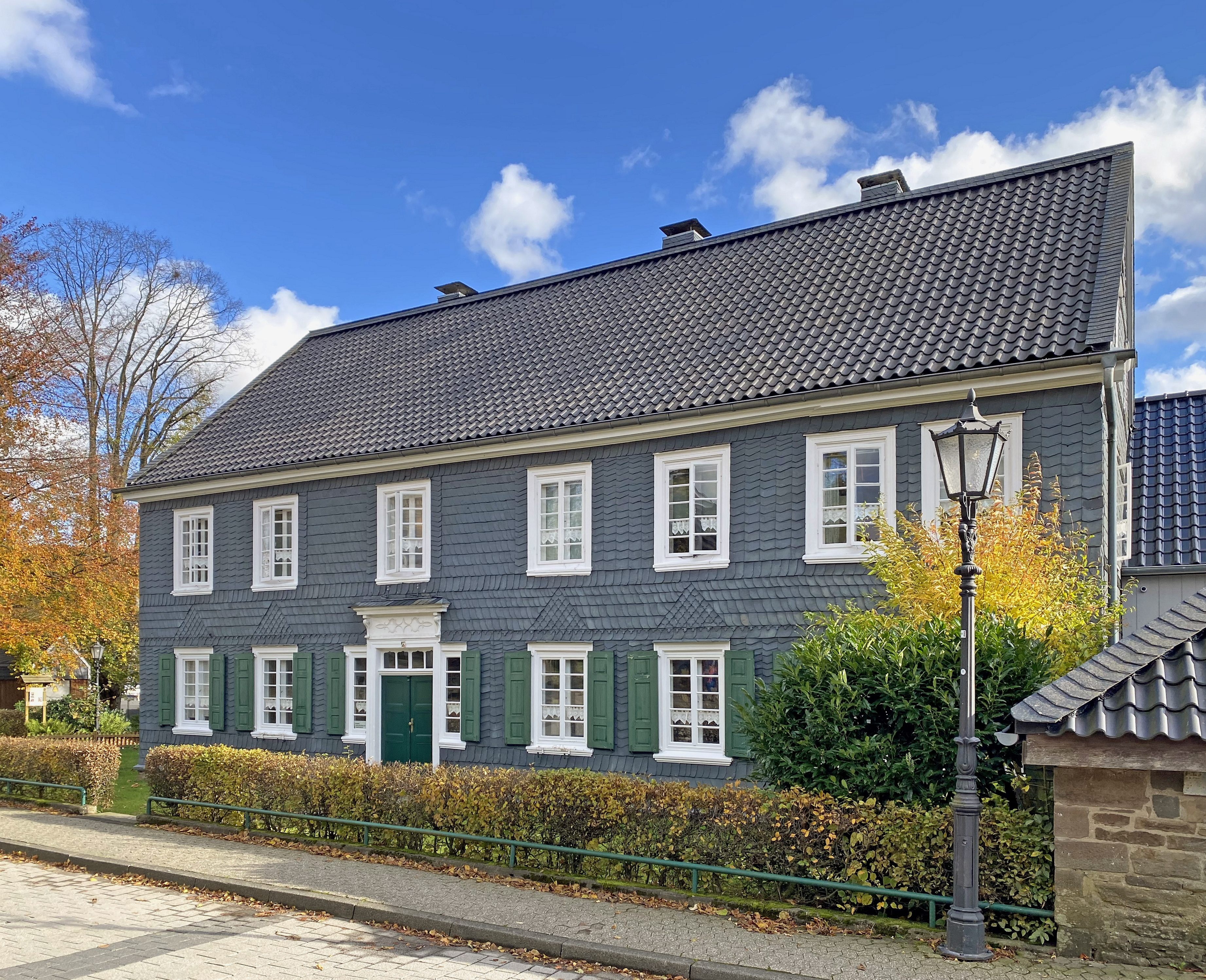
Hof Berger (1875)
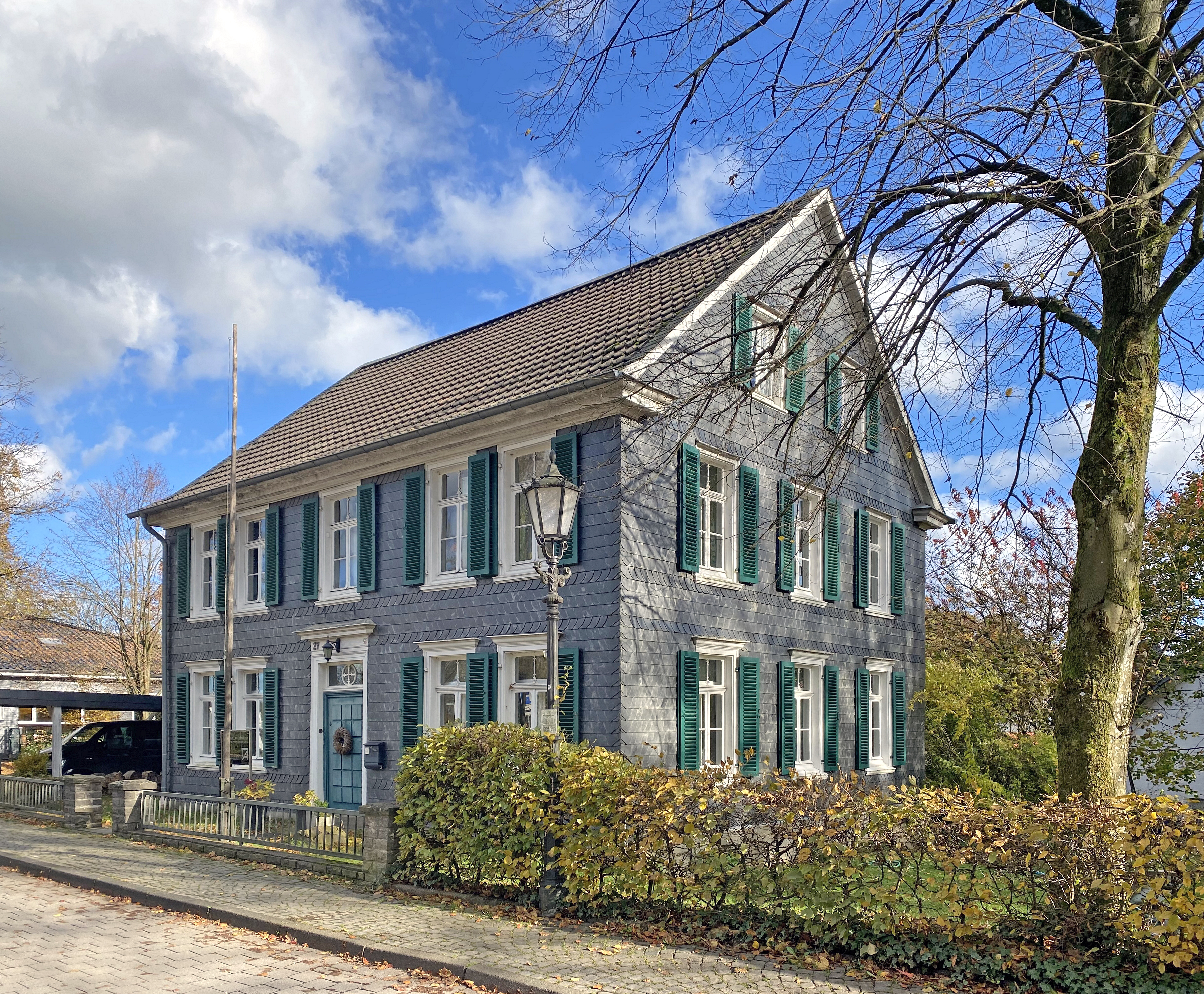
ehem. Pfarrhaus (1782)
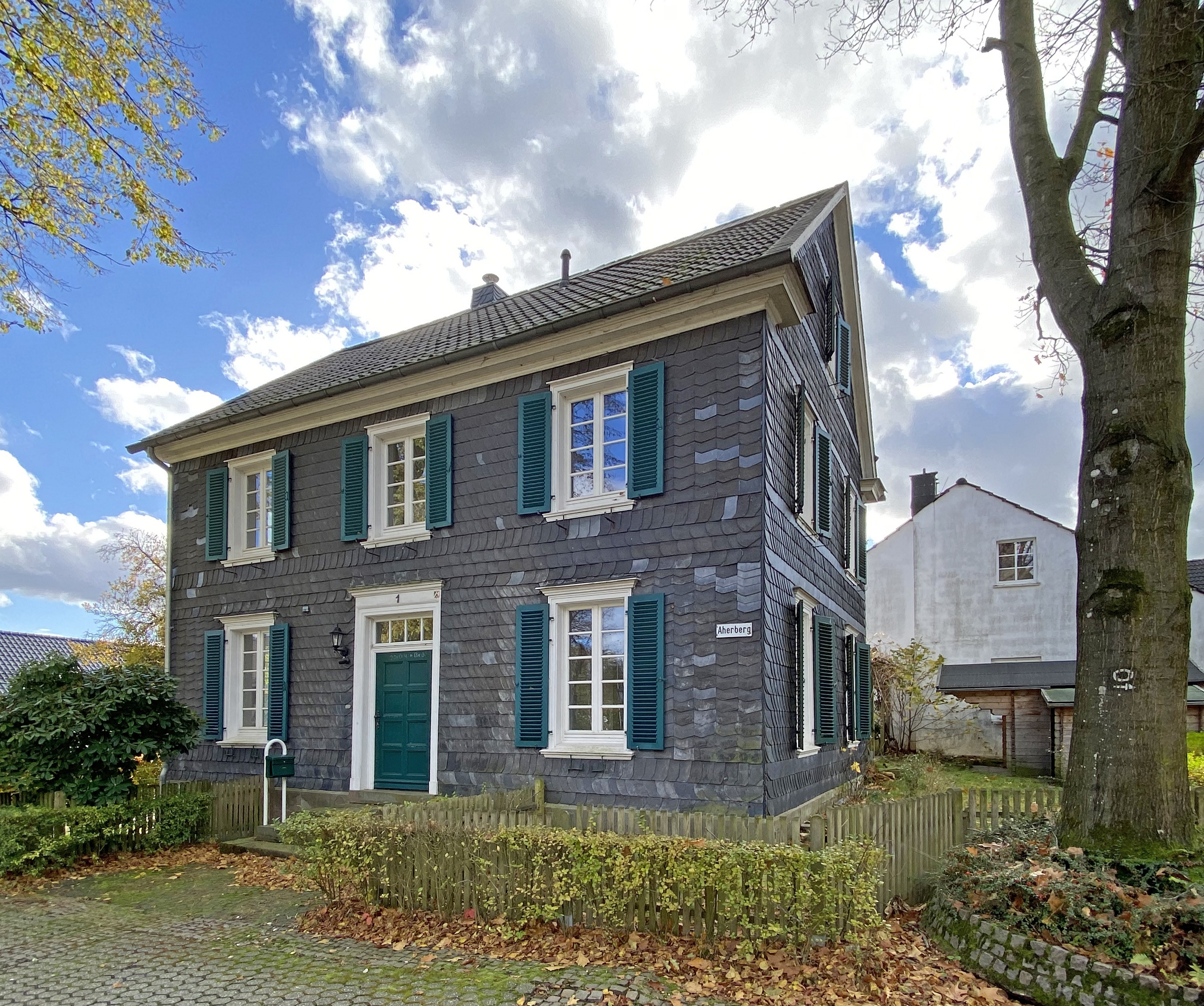
Alte Vikarie (1848) – Haus des Kaplans
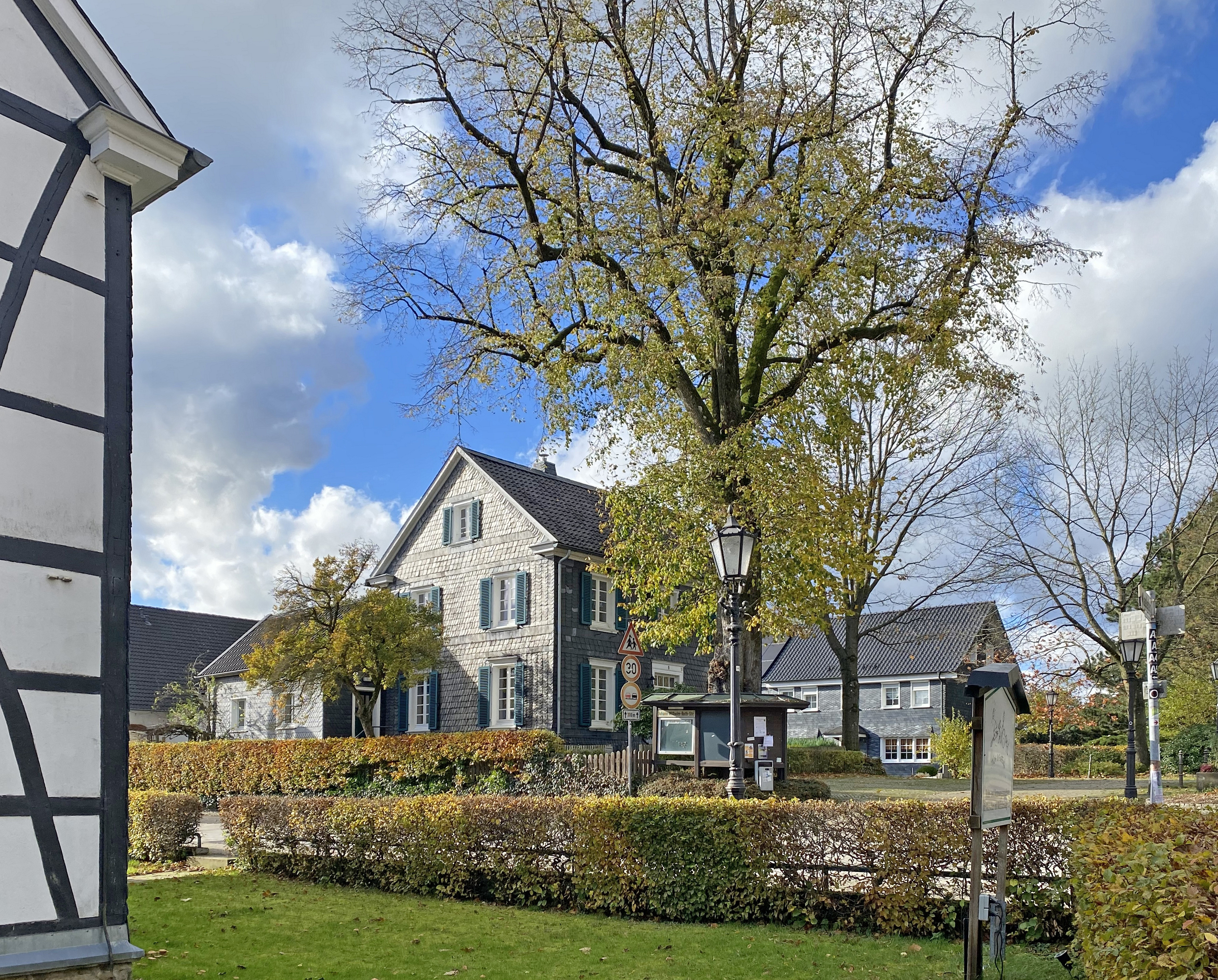
Alte Vikarie (1848)
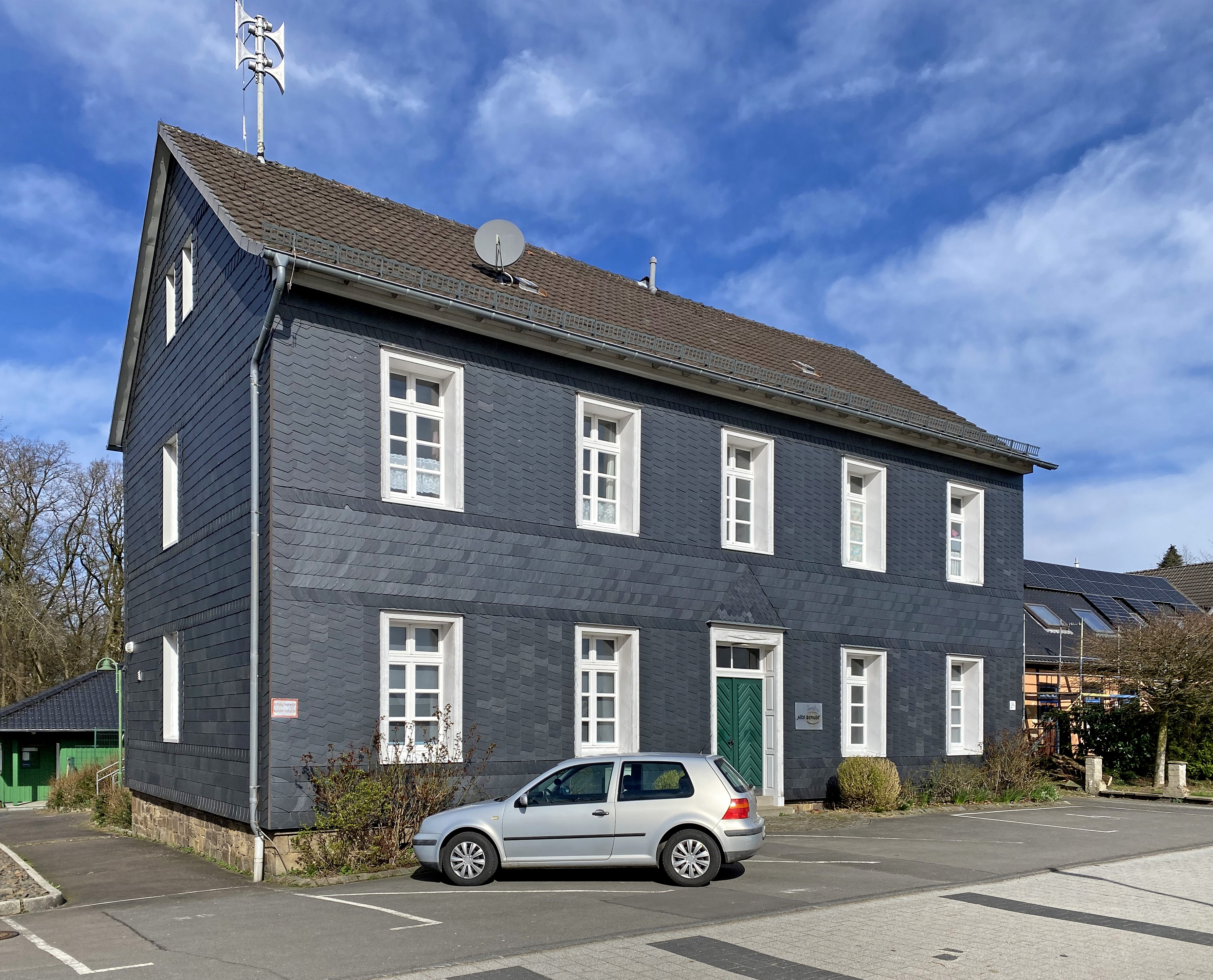
Alte Schule in Thier

## Busverbindungen
Thier ist durch die im Stundentakt verkehrende Buslinie 426 sowohl nach Wipperfürth als auch nach Bergisch Gladbach und Kürten angebunden. Zusätzlich verkehrt die Linie 406 dienstags und freitags an Schultagen vom Kürtener Schulzentrum über Thier weiter nach Niedergaul.